# Pronucula tenuis
Pronucula tenuis är en musselart som beskrevs av Powell 1927. Pronucula tenuis ingår i släktet Pronucula och familjen nötmusslor. Inga underarter finns listade i Catalogue of Life.